# Myosorex
Myosorex là một chi động vật có vú trong họ Chuột chù, bộ Soricomorpha. Chi này được Gray miêu tả năm 1837. Loài điển hình của chi này là Sorex varius Smuts, 1832.

## Các loài
Chi này gồm các loài: